# Clubiona riparia
Clubiona riparia là một loài nhện trong họ Clubionidae.
Loài này thuộc chi Clubiona. Clubiona riparia được Ludwig Carl Christian Koch miêu tả năm 1866.